# Palais Slushko
Le Palais Slushko (en lituanien : Sluškų rūmai, en polonais : Pałac Słuszków) à Vilnius, en Lituanie, est un palais baroque situé sur la rive gauche de la rivière Neris dans l'ancienne banlieue d'Antakalnis.

## Histoire
Le palais a été érigé en 1690-1700 par le voïvode de Pologne Dominik Słuszko, qui a ordonné la création d'une péninsule artificielle sur la Neris afin d'y construire le palais. La péninsule a été formée à partir du sol de la colline nivelée séparant Antakalnis des châteaux de Vilnius. Initialement, les façades du palais étaient unifiées par un ordre de pilastres ioniques encadrant d'immenses fenêtres. Les travaux de décoration du palais ont été réalisés par Michelangelo Palloni et Giovanni Pietro Perti, l'architecte du palais.
Les dirigeants polono-lituaniens avaient pour habitude de séjourner dans le palais lors de leurs visites dans la ville après que le Palais royal ait été endommagé. Le tsar Pierre Ier de Russie y séjourna et y établit son quartier général en 1705 et 1709.
Après la mort de Słuszko, le palais fut la propriété de la famille princière Puzyna à partir de 1727 et de la famille Potocki à partir de 1745. Les moines piaristes achetèrent le palais en 1756 et y établirent une collégiale et une imprimerie. Plus tard, il fut acheté par Michał Kazimierz Ogiński en 1766 et reconstruit par Pietro Rossi. Le palais fut confisqué par le gouvernement tsariste en 1794 et transformé en immeuble d'habitation. Il abritait une brasserie de 1803 jusqu'en 1831, date à laquelle le palais fut pris par l'armée tsariste. Réaménagé, le palais a servi de prison militaire à partir de 1872. L'intérieur et l'extérieur d'origine du palais n'ont pas été conservés.
Aujourd'hui, le palais abrite l'Académie lituanienne de musique et de théâtre. Les dépendances sont en cours de restauration et le palais devrait suivre. Il est prévu que le palais retrouve sa disposition originale à deux étages et ses fenêtres de style baroque.

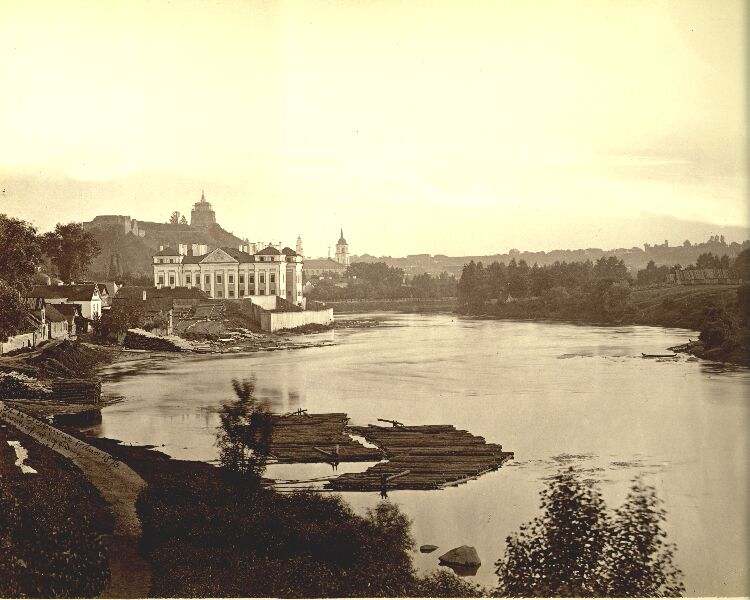
Vue du palais de Slusko en 1873